# All Faith is Lost
All Faith Is Lost – drugie demo brytyjskiego zespołu Anathema. Wszystkie utwory z wyjątkiem „At One with the Earth” zostały nagrane ponownie i pojawiły się na późniejszych albumach grupy. „Crestfallen” i „They Die” na EP The Crestfallen EP, a „All Faith is Lost” na amerykańskiej edycji Serenades – debiutanckiego albumu studyjnego zespołu.

## Lista utworów
1. „Crestfallen” – 7:30
2. „At One with the Earth” – 5:27
3. „All Faith Is Lost” – 6:43
4. „They Die” – 5:58

## Twórcy
- Darren White – śpiew
- Vincent Cavanagh – gitara
- Duncan Patterson – gitara basowa
- Daniel Cavanagh – gitara
- John Douglas – perkusja